# Підписання мирного договору в Дзеркальній галереї
«Підписання мирного договору в Дзеркальній галереї» (англ. The Signing of Peace in the Hall of Mirrors), або «Підписання мирного договору в Дзеркальній галереї, Версаль, 28 червня 1919» (англ. The Signing of Peace in the Hall of Mirrors, Versailles, 28th June 1919) — картина ірландського художника Вільяма Орпена, написана ним у 1919 році. Присвячена підписанню Версальського мирного договору, що поклав край Першій світовій війні. В даний час картина знаходиться в колекції Імперського воєнного музею в Ламбеті (Лондон).

## Контекст

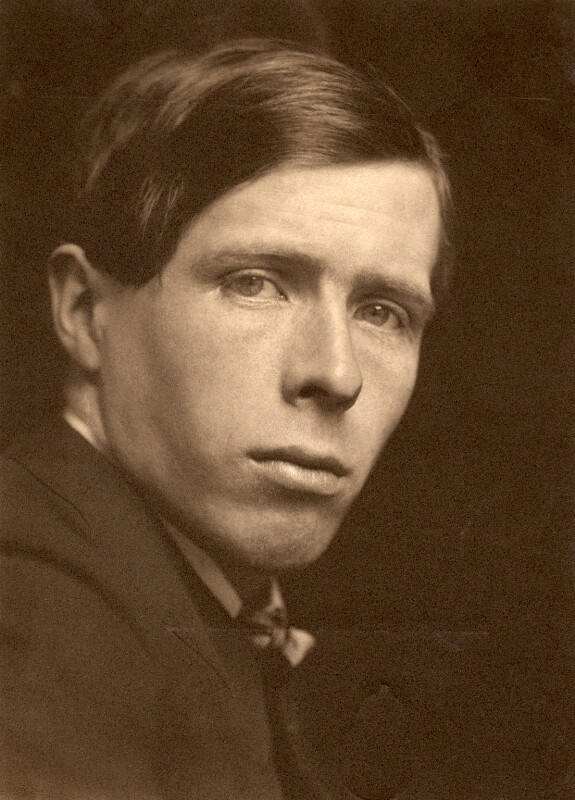
Вільям Орпен, фотографія

Ірландський художник Вільям Орпен (1878—1931) народився в Дубліні. Він був вундеркіндом і вже у віці 12 років закінчив школу мистецтв Метрополітен, після чого відправився в Лондон для навчання в школі образотворчих мистецтв Слейда під керівництвом Генрі Тонкса. Під впливом Шардена, Гоґарта і Ватто, і особливо Рембрандта, Орпен став успішним і відомим портретистом, регулярно виставлявся в Королівській академії. Після початку повстання 1916 року, художник Шон Кітінг, протеже і учень Орпена, просив його повернутися на батьківщину для початку робіт з відродження ірландського образотворчого мистецтва, проте той вважав за краще залишитися в Англії і зберегти вірність імперії. Однак незабаром Орпен був покликаний в Королівський армійський службовий корпус і в званні генерал-майора став одним з перших військових художників, які вирушили в 1917 році на Західний фронт. Документування трагічного життя рядового солдата в боях, госпіталях і таборах без будь-якої фальші і прикрашання надзвичайно збагатили художній талант Орпена. Сам він залишався у Франції довше всіх інших художників, і згодом писав, що «ніколи не був так зайнятий в моєму житті». У 1918 році виставка 125 робіт Орпена на військові теми відбулася в різних містах Сполученого Королівства і США, і навіть була удостоєна відвідування королевою Марією, а сам художник був посвячений у лицарі. Після цього, за підтримки прем'єр-міністра Сполученого Королівства Девіда Ллойда Джорджа він отримав додаткове замовлення від Міністерства інформації на написання трьох картин, на яких потрібно було зобразити дипломатів, політичних і військових діячів, які стали делегатами на Паризькій мирній конференції 1919 року..

## Історія

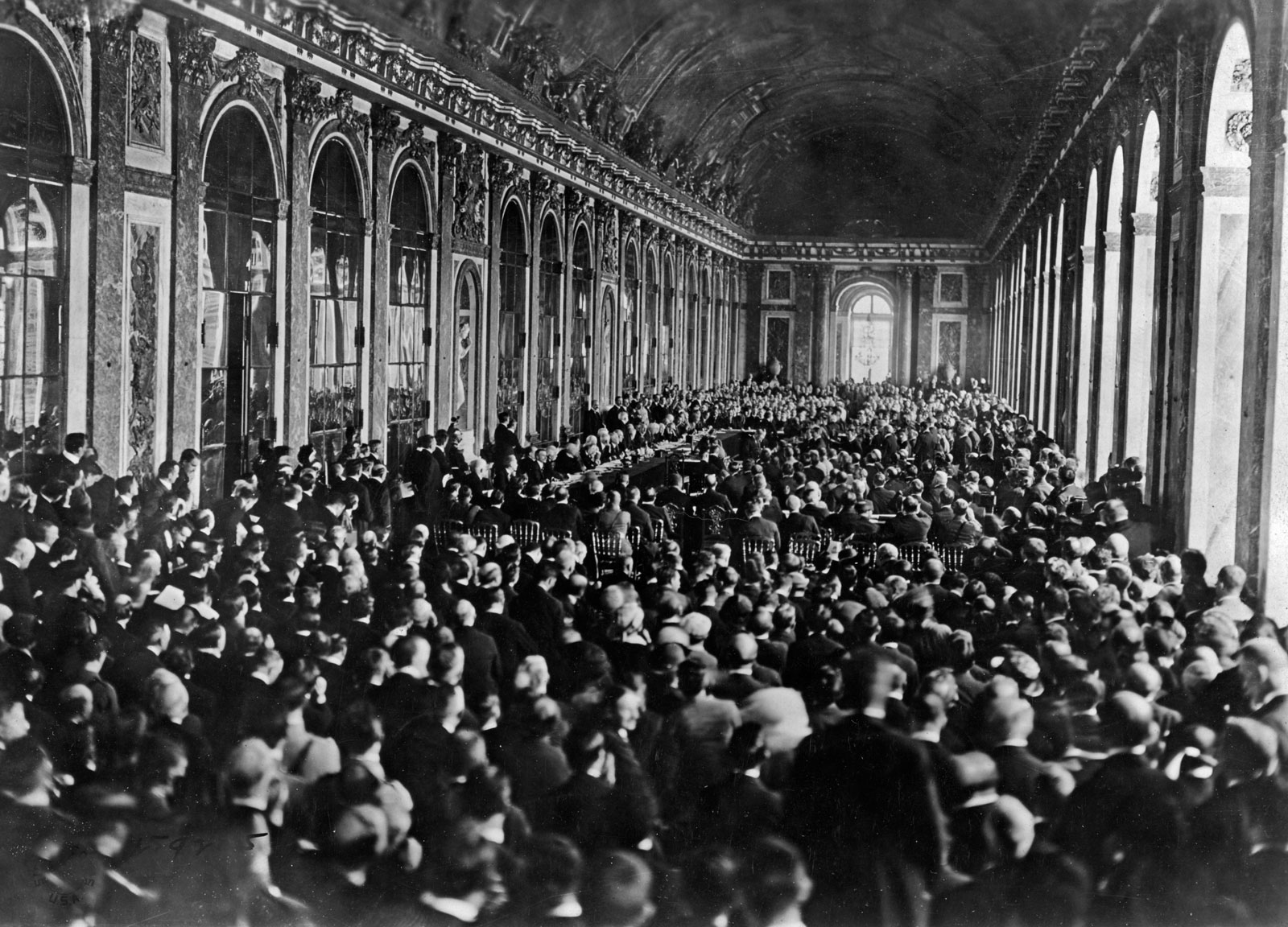
Підписання Версальського договору 28 червня 1919 року

Переговори, що почалися 18 січня 1919 року, дозволили країнам-союзникам, що перемогли, оформити закінчення Першої світової війни, пропорційно розподілити провину за фінансовий і матеріальний збиток, нанесений переможеними сторонами, вирішити питання про репарації Німеччини. Конференція, що проходила в складних умовах запеклих переговорів, враховувала суспільну думку про необхідність репарацій, яку потрібно було поєднати зі ступенем готовності і здатності Німеччини до цих виплат. Крім цього, на переговорах були розглянуті і більш широкі питання, такі як створення Ліги Націй і утворення нових національних держав. Мирний договір було підписано 28 червня 1919 року в Дзеркальній галереї у Версальському палаці, побудованому ще Людовіком XIV за величезні гроші як демонстрація своєї влади. Вибір був зупинений на Версалі не випадково — саме там 18 січня 1871 роки після закінчення франко-пруської війни Отто фон Бісмарк проголосив створення Німецької імперії. Для підписання договору за вказівкою прем'єр-міністра Франції Жоржа Клемансо підлога залу була застелена паркетом і покритий килимами часів Людовика XIV, до того ж з Єлисейського палацу спеціально привезли меблі, в тому числі гарний стіл і великі крісла. У обескровленній війною і повністю виснаженій країні всього за кілька годин Дзеркальний зал перетворився в гідне місце для великих дипломатичних подій. Підписання договору при досить хаотичній і одночасно урочистій церемонії зайняло лише 45 хвилин в присутності 27 делегацій з 32 делегатів, а також більше тисячі високопоставлених осіб і представників преси. Визнавши свою відповідальність за розв'язання війни, Німеччина втратила 68 тисяч км² своєї території разом з 8 мільйонами осіб населення, що проживали в тому числі в Ельзасі і Лотарингії, а також відданій Польщі частині Східної Пруссії, взяла на себе зобов'язання виплатити 20 млрд золотих марок як відшкодування завданій Франції шкоди, втратила владу над колоніями і змушена була погодитися на ліквідацію озброєнь. Мріючи про мир, союзники лише наблизили нову війну, так як лише 20 років потому принижена Німеччина приступила до помсти.

## Історія і доля

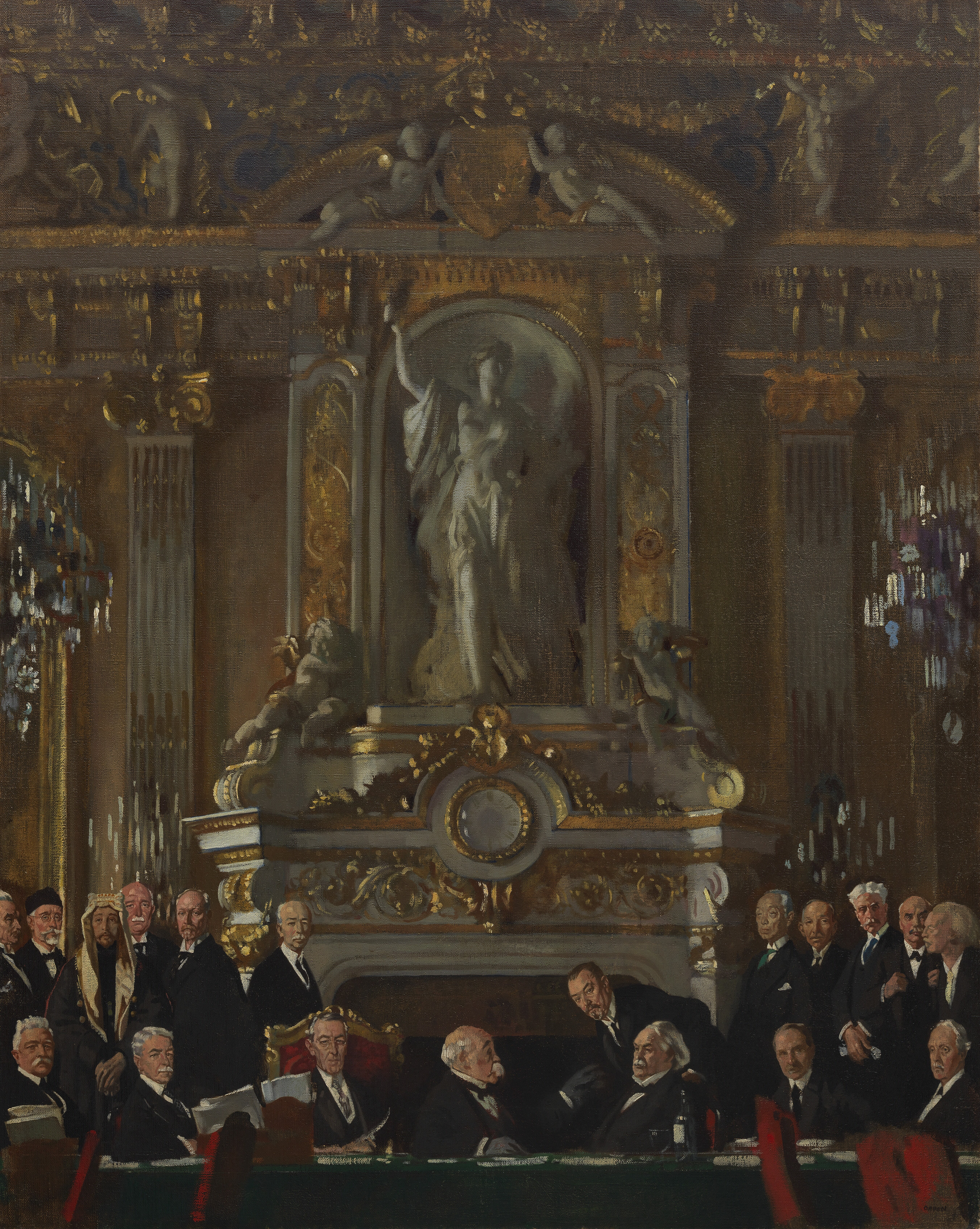
«Мирна конференція на набережній Орсе»

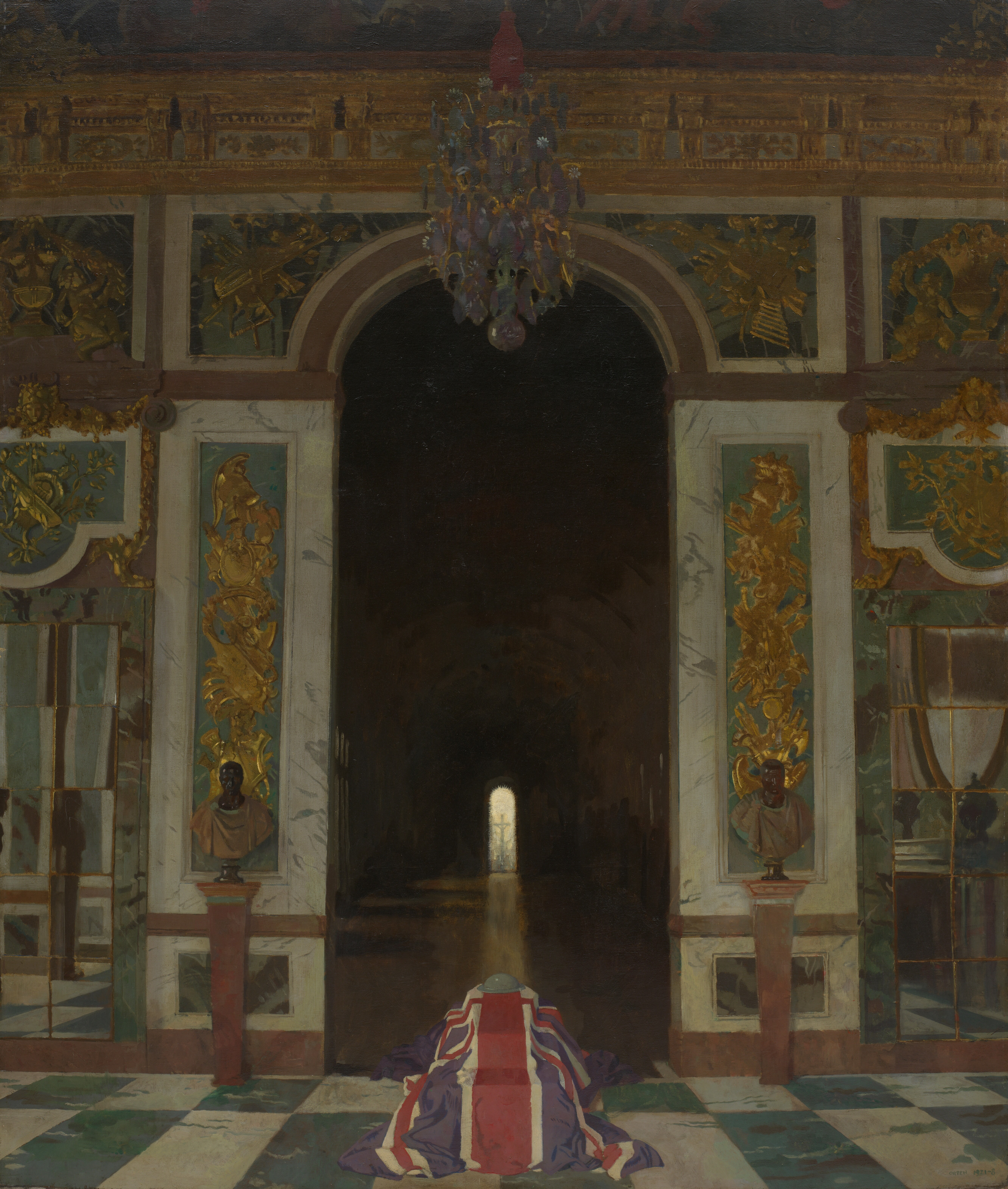
«Невідомому британському солдату у Франції»

За замовлення Орпену було виплачено 3 тисячі фунтів стерлінгів, рекордна за тими часами війни сума за твір мистецтва, тоді як Джон Сінгер Сарджент за одну свою картину «Отруєні іпритом» отримав всього лише 300 фунтів. Дане полотно під назвою «Підписання договору в Дзеркальній галереї» було написано Орпеном в 1919 році. Друга його картина під назвою «Мирна конференція на набережній Орсе» також відрізняється презирством художника до присутніх політиків, незначним фігурам на тлі палацової архітектури. Остаточно розчарувавшись в ідеях конференції через позерство делегатів, Орпен стер барвистий шар з уже готової третьої картини, і змінив тему як демонстрацію зростаючої прірви між офіційним і громадськими ставленням до спадщини війни, присвятивши нову роботу «Невідомому британському солдату у Франції».
В даний час картина «Підписання мирного договору в Дзеркальній галереї» знаходиться в колекції Імперського воєнного музею в Ламбеті (Лондон). Примітно, що на стіні виставкового залу між роботами Орпена «Підписання мирного договору в Дзеркальній галереї» і «Мирна конференція на набережній Орсе» висять саме «Отруєні іпритом» Сарджента.